# Malibu Beach Party
Pour plus de détails, voir Fiche technique et Distribution.
Malibu Beach Party est un court métrage d'animation américain de la série des Merrie Melodies réalisé par Friz Freleng, sorti en  1940 .